# 科尔许特环形山

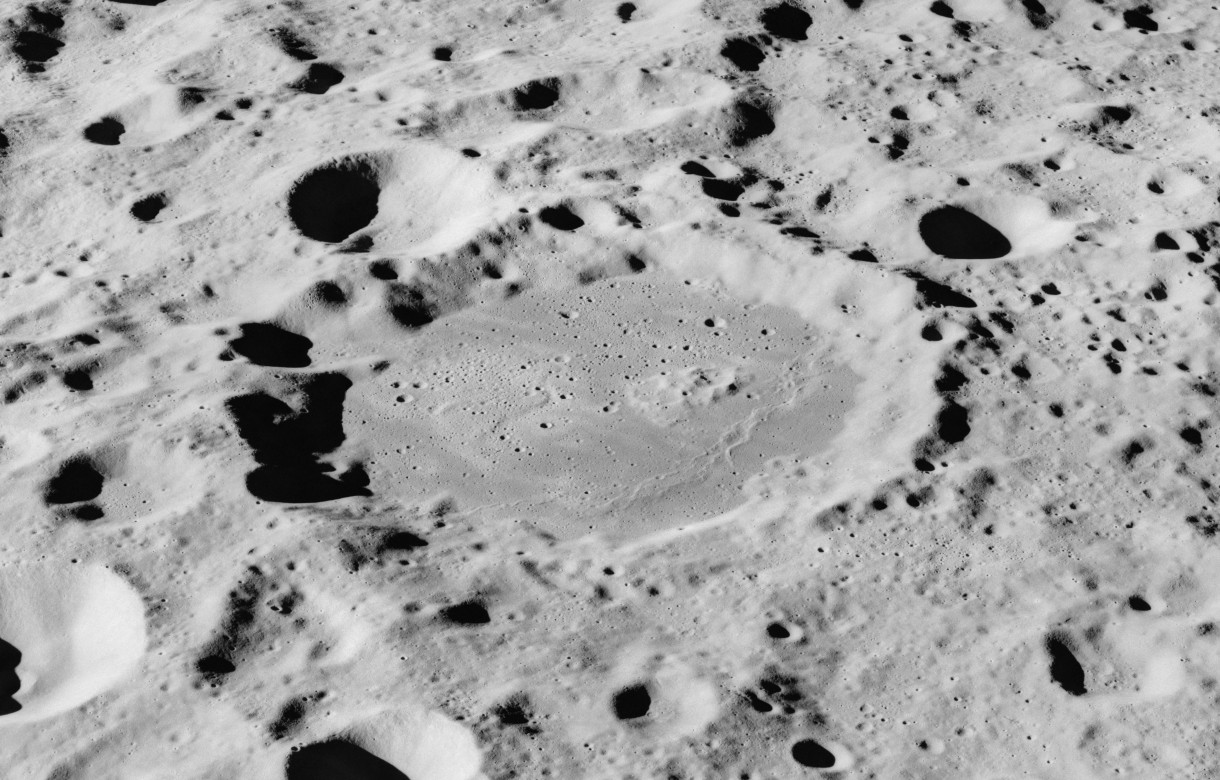
阿波罗16号拍摄的北向斜视图

科尔许特环形山(Kohlschütter)是月球背面北半球一座古老的大撞击坑，约形成于酒海纪，其名称取自德国天文学家及天体物理学家恩斯特·阿诺尔德·科尔许特(Ernst Arnold Kohlschütter，1883年-1969年)，1970年被国际天文学联合会批准接受。

## 描述
该陨坑西北毗邻列昂诺夫陨石坑、北面靠近更小的长冈陨石坑、康斯坦丁诺夫环形山位于它的东北、东侧则为范亨特陨石坑，而米尔斯陨石坑和圣约翰环形山分列于东南和西南。科尔许特环形山西北数百公里坐落着辽宽的莫斯科海。环形山中心的月面坐标为14°14′N 153°57′E / 14.24°N 153.95°E，直径56.3公里，深度2.4公里。
科尔许特环形山外观呈多边形状，外侧边缘已被侵蚀和磨损。坑壁平缓难辨，西北侧紧挨着一座醒目的大撞击坑，西侧和东北坐落着更多的小陨坑，而南侧壁较其它部分更低。陨坑壁高出周边地形1150米以上，坑内容积约为2300公里3。坑底地表较为平坦，不像大多数月背的陨坑，它的里面填满月海物质，地表上散布着众多小陨坑；中心点偏东有一处双联坑的残迹。陨坑的东侧蜿蜒着一道浅浅的月溪。

## 卫星陨石坑

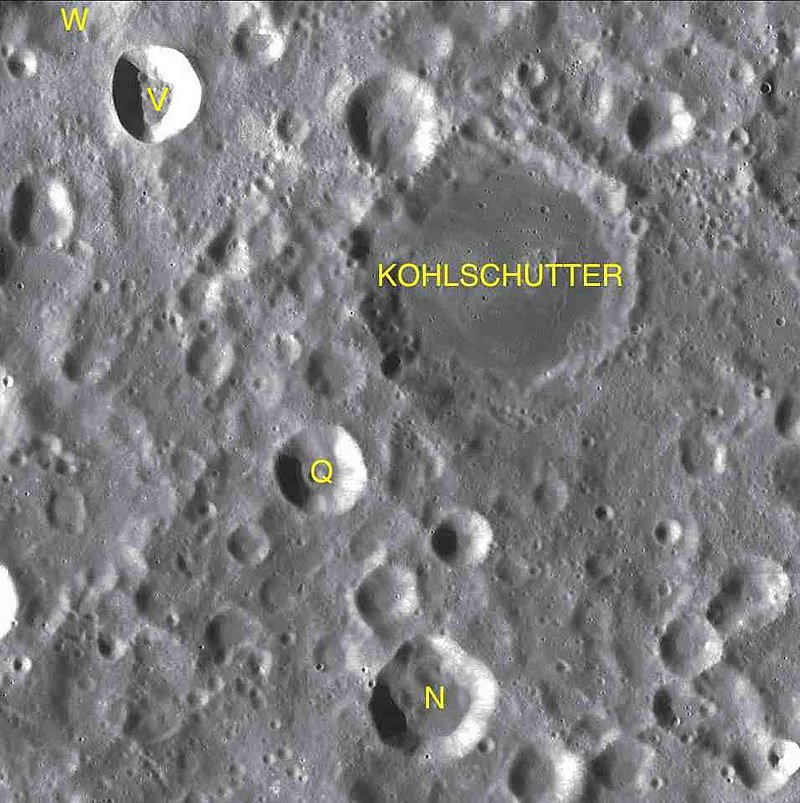
LAC-67 月图

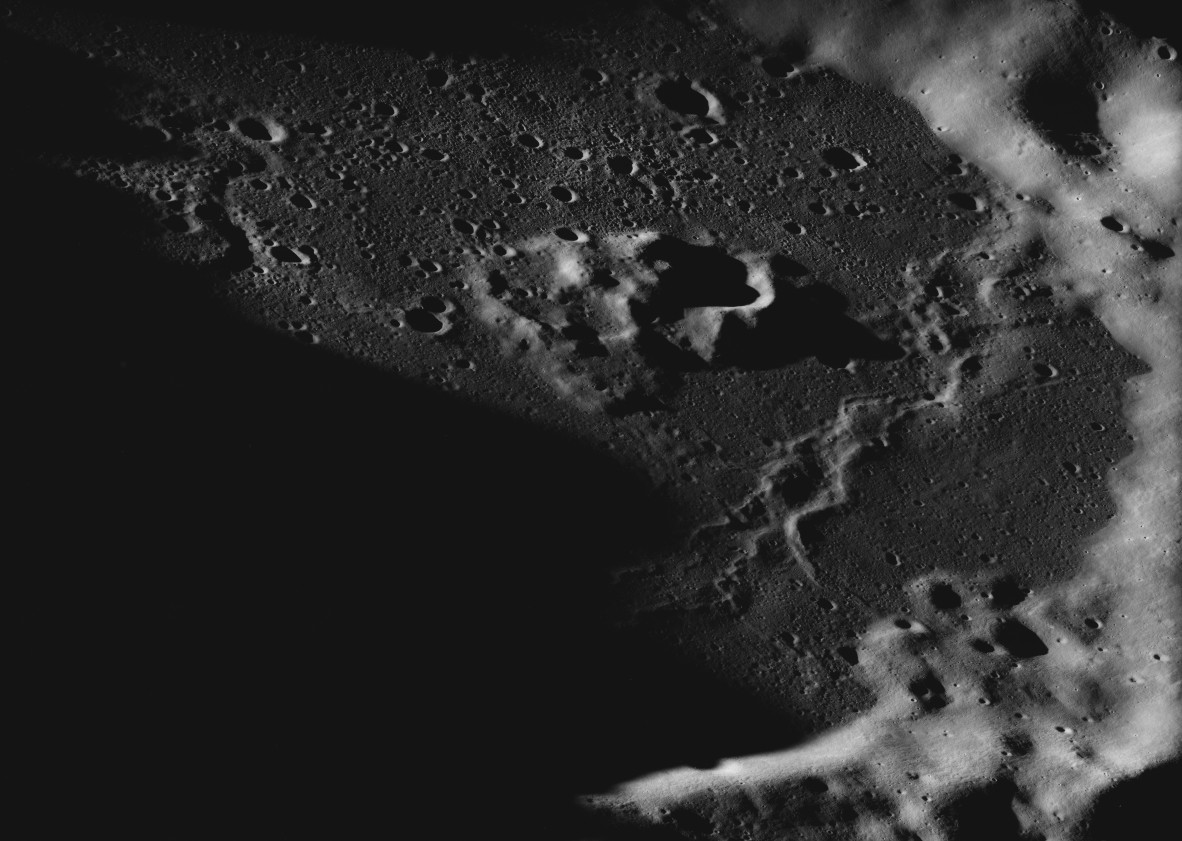
阿波罗16号拍摄的太阳低照下的斜视图，揭示了环形山内表面特征的细节。右边的浅色部分是陨坑东侧内壁底部，而幽暗区是西侧壁投射的影子。可看到中央峰以及它右侧的一道皱脊。

按惯例，最靠近科尔许特环形山的卫星坑在月图上以字母标注在该坑中心点的旁边。
| 科尔许特 | 纬度    | 经度     | 直径    |
| -------- | ------- | -------- | ------- |
| N        | 11.6° N | 153.7° E | 27 公里 |
| Q        | 13.2° N | 153.0° E | 20 公里 |
| W        | 16.3° N | 151.2° E | 32 公里 |

̈* 卫星坑"科尔许特 W"形成于酒海纪。